# Bráfova akademie Třebíč, střední škola a Jazyková škola s právem státní jazykové zkoušky

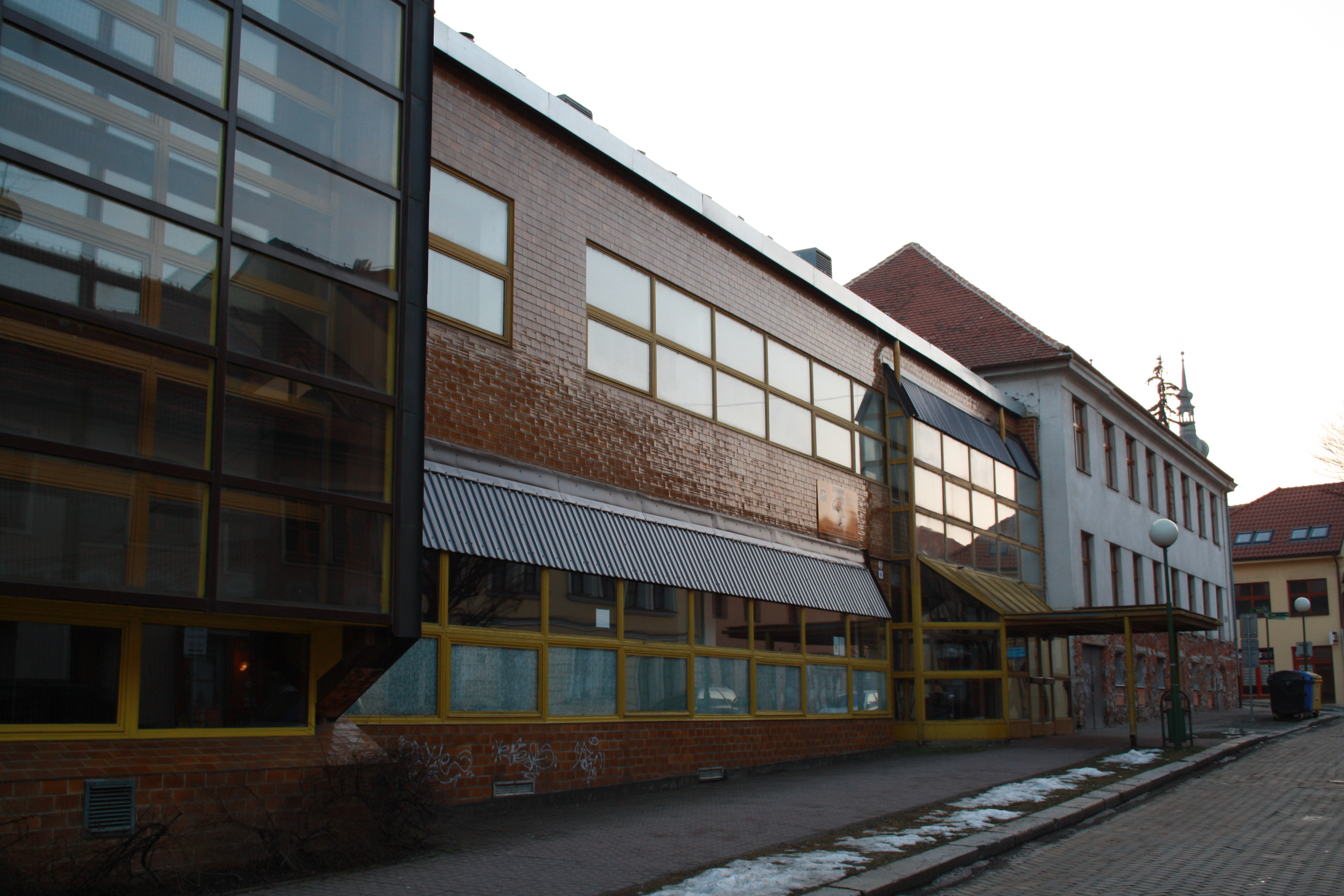
Tělocvična OA na Otmarově ulici

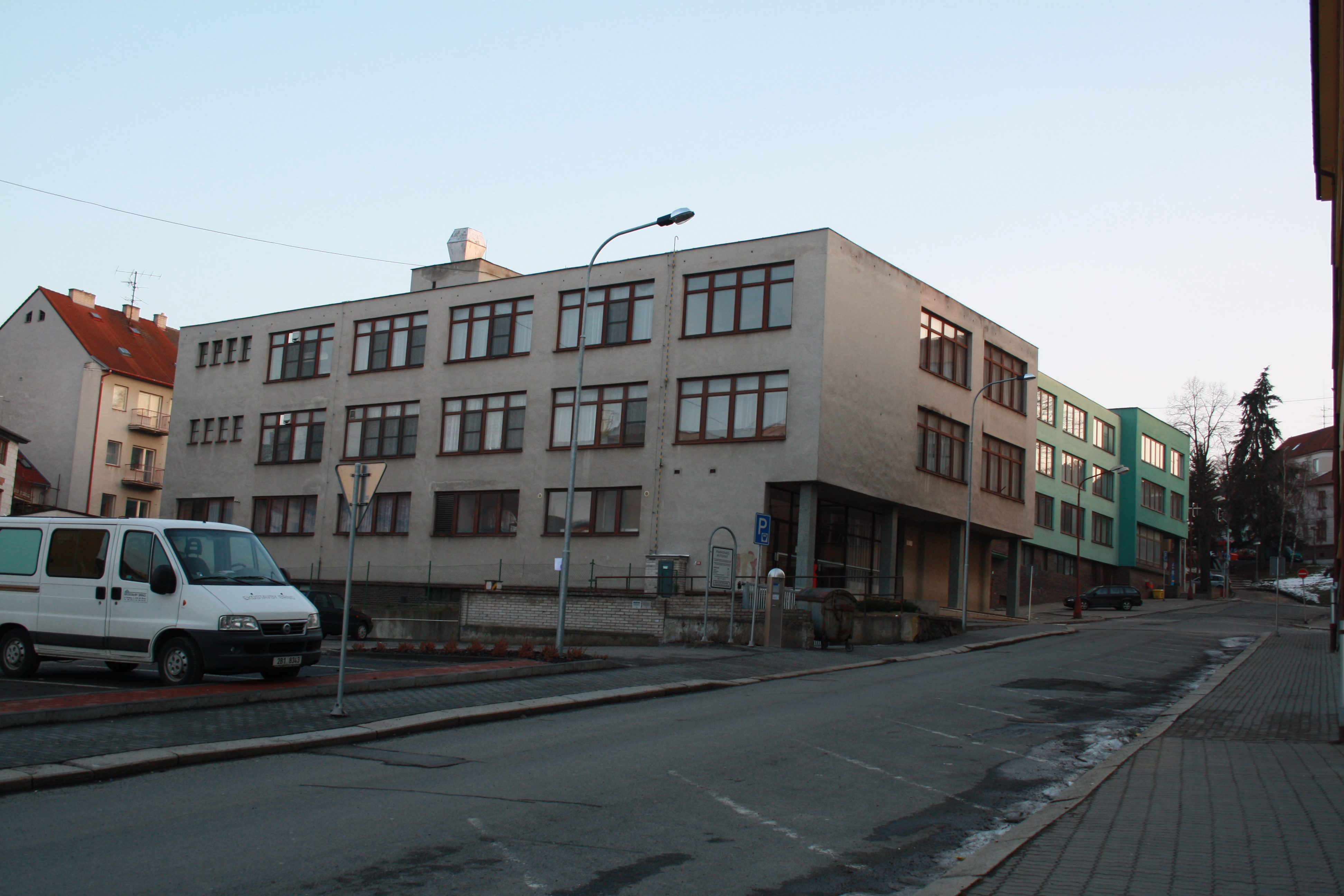
Centrální jídelna

Bráfova akademie Třebíč, střední škola a Jazyková škola s právem státní jazykové zkoušky (zkracováno jako Bráfova akademie Třebíč) je střední škola v Třebíči. Založena byla rozhodnutím městského zastupitelstva 11. července 1900 jako dvouletá obchodní škola, jako čtyřletá obchodní akademie byla založena 24. června 1919.
Do roku 2014, kdy došlo ke sloučení s Hotelovou školou Třebíč, nesla škola název Obchodní akademie Dr. Albína Bráfa a Jazyková škola s právem státní jazykové zkoušky Třebíč. K dalšímu přejmenování došlo od 1. ledna 2025, do té doby se škola jmenovala Obchodní akademie Dr. Albína Bráfa, Hotelová škola a Jazyková škola s právem státní jazykové zkoušky Třebíč.

## Historie
První obchodní škola na území tehdejších českých zemí byla založena v roce 1894 v Prostějově. Dne 11. července 1900 byla rozhodnutím městského zastupitelstva v Třebíči založena obchodní škola i v tomto městě. Projekt pak schválilo Ministerstvo kultu a vyučování a 19. září 1901 byla zahájena výuka v prvním ročníku Veřejné obchodní školy dvoutřídní. Prvním ředitelem byl Adolf Kott. Škola byla spravována městem a kuratoriem, škola byla založena v budově na Hasskově ulici, kde zpočátku používala pouze dvě místnosti, jedna sloužila jako ředitelna a druhá pro výuku. V téže budově působila také Kupecká škola pokračovací. V prvním ročníku školy studovalo celkem 35 žáků, hned o rok později byla škola přestěhována do větších prostor na Soukupově ulici. Vznikly tak dvě třídy Obchodní školy chlapecké, jedna třída Obchodní školy pokračovací a třída jednoročního kurzu pro dívky. Kurz byl v roce 1907 zrušen a byla vytvořena dvouletá Obchodní škola pro dívky.
V roce 1919 byla založena Obchodní akademie Dr. Albína Bráfa, o zřízení akademie se kuratorium a město snažilo již od roku 1907, to se však nepovedlo. V roce 1919 tak byly součástí školy čtyřletá Obchodní akademie, dvouleté Obchodní školy pro chlapce i pro dívky, dvouletá Pokračovací škola kupecká, jednoletý obchodní kurz a odborné kurzy pro dospělé. Prostory škole nedostačovaly a tak město muselo propůjčit škole budovu tehdejší měšťanské školy, ředitel se snažil o výstavbu nové budovy, ale to tehdy nevyšlo a Kott tak rezignoval na svoji funkci. Ministerstvo školství se problémem nevyhovující budovy zabývalo a nařídilo brzké vyřízení situace, jinak by mohlo dojít přemístění školy do jiného města.
V roce 1931 tak tehdejší ředitel Metod Novák nechal přistavět nové prostory na západní a severní straně tehdejší budovy školy v prostorách Soukupovy ulice.
V době druhé světové války byl změněn vzdělávací program, kdy bylo ve výuce mnohem více hodin němčiny a to na úkor hodin českého jazyka a dějepisu, jeho výuka posléze byla zrušena úplně. V listopadu 1941 proběhl spor mezi gestapem a obchodní školou, kdy ve škole byly nalezeny rudé hvězdy, ředitel je pro jistotu předal gestapu dobrovolně – domníval se, že jde o cílený útok na školu. Gestapo však obdrželo anonymní stížnost na chování studentů školy, přijelo tak k budově školy a vyhrožovalo, že školu uzavře a studenty odveze do koncentračních táborů. Před školou se však sešli obyvatelé Třebíče a donuli tak gestapo ustoupit a škola tak nebyla uzavřena. Byla však až do roku 1944 sledována. V tomtéž roce byla škola uzavřena, studenti i učitelé museli odejít na nucené práce a ve škole byl až do konce války zřízen válečný lazaret. Po konci druhé světové války se s výukou ve čtyřleté akademii a dvouleté obchodní škole začalo již v květnu 1945.
Po roce 1948 byla škola zestátněna, tehdejší Obchodní akademie byla přejmenována na Vyšší hospodářskou školu a tehdejší Obchodní škola byla přejmenována na Hospodářškou školu. Ředitelem se stal Bohumil Caha. Škola pak úzce spolupracovala s tehdejšími Závody Gustava Klimenta a závody UP. V roce 1949 byla do budovy školy přesunuta Pedagogická škola pro učitelky mateřských škol a byla otevřena pouze jedna třída pro každou ze škol v každém ročníku, důvodem byl nedostatek prostoru. Pedagogická škola se odstěhovala až v roce 1971, kdy se prostorové problémy vyřešily tak, že obchodní škola mohla otevřít dvě třídy v každém ročníku. Do té doby také byly od počátku sedmdesátých let otevírány pouze dívčí třídy, chlapci neměli studovat obchodní školy. V roce 1981 pak byla zrušena také Hospodářská škola a počet tříd v ročníku akademie tak dosáhl tří.
V roce 1974 byl do školy zaveden první počítač a škola tak zahájila jako první škola v Jihomoravském kraji dvouleté dálkové studium výpočetní techniky. V roce 1982 škola otevřela jednoleté navazující studium výpočetní techniky pro absolventy gymnázií a v roce 1988 byl také otevřen obor pomaturitní dvouletý. Škola v roce 1988 vlastnila sedm počítačů IQ 151 a jeden počítač TNS. Na počátku osmdesátých let škola zakoupila a opravila sousední domy, kdy v nich byla zřízen domov mládeže pro studentky, v roce 1983 byl domov mládeže rozšířen a kapacita tak byla dostatečná pro 80 studentek. Budova školy pak byla také rekonstruována, neboť kapacitně opět nedostačovala, ve škole studovalo přibližně 400 studentů. V roce 1987 byla zahájena stavba tělocvičny, ta pak byla dostavěna v roce 1991.
Po roce 1989 došlo k nárůstu studentů, převážně chlapců. Posléze však počet opět klesl, primárně z menšího počtu pracovních příležitostí. Také došlo ke zrušení dálkového studia a jeho nahrazení kurzy, částečně ve spolupráci s úřadem práce. Pomaturitní studium výpočetní techniky bylo také zrušeno, k tomu došlo v roce 1995. V roce 1998 byla ve spolupráci se Střední zdravotnickou školou a Vyšší zdravotnickou školou otevřeno studium vyšší odborné školy v oboru ekonomie. V roce 2002 se součástí školy stala státní jazyková škola.
V roce 2014 došlo ke sloučení 2 škol s podobným zaměřením v Třebíči, a to ke sloučení Obchodní akademie Dr. Albína Bráfa a Jazykové školy s právem státní jazykové zkoušky Třebíč a Hotelové školy Třebíč. Nově sloučené školy používají název Obchodní akademie Dr. Albína Bráfa, Hotelová škola a Jazyková škola s právem státní jazykové zkoušky Třebíč. V roce 2016 dojde k postavení třípodlažní tělocvičny za podpory kraje Vysočina. V roce 2015 byly budovy školy propojeny nadzemním tunelem.

## Studijní program
Na počátku 20. století se studijní program v klasické dvouleté obchodní škole skládal z účetnictví, kupeckých počtů, kupecké korespondence v němčině a v češtině, obchodní nauky, směnkářství, nauky o zboží, těsnopisu, krasopisu, českého jazyka, německého jazyka, zeměpisu, přírodopisu a přírodozpytu. Dále byly k dispozici nepovinné předměty jako např. psaní na stroji, těsnopis či francouzský jazyk. Výuka zabírala 32–33 hodin týdně.
Na tehdejší pokračovací obchodní škole byly předměty odlišné, např. účetnictví, korespondence, kupecké počty, obchodní nauka, krasopis a všeobecně vzdělávací zeměpis. Výuka zabírala 8–16 hodin týdně.
Po založení Obchodní akademie v roce 1919 se program studia skládal z 15 předmětů, byly jimi obchodní nauka, korespondence, účetnictví, nauka o podniku, kupecké počty, právní nauka, národohospodářská nauka, nauka o zboží, těsnopis, krasopis, matematika, český jazyk, němčina, další cizí jazyk (angličtina, francouzština a ruština), dějepis a hospodářský zeměpis. Existovala i možnost studovat nepovinné předměty jako např. cvičení z nauky o zboží a těsnopisu, psaní na stroji, konverzace v cizím jazyce a tělocvik. Výuka zahrnovala 30 vyučovacích předmětů týdně.
Po roce 1989 byl opět do programu akademie zaveden těsnopis a dále se rozvíjela možnost studia cizích jazyků.
V roce 2019 se studijní program skládá z kombinace oborů Obchodní akademie, Hotelové školy a Jazykové školy s právem státní zkoušky. Škola je zaměřena na obchod, gastronomii, služby a cestovní ruch, tyto zaměření se dělí na obory s maturitní zkouškou, obory s výučním listem a nástavbové obory. Jazyková škola s právem státní zkoušky poskytuje mimo jiné i jazykovou zkoušku Cambridge English – FCE nebo Preliminary English Test, škola poskytuje také zkoušky z českého jazyka pro cizince.

### Budovy školy
Škola působí v několika budovách v Třebíči a Náměšti nad Oslavou, hlavní historická budova B obchodní akademie se nachází na Bráfově ulici v Třebíči, jsou v ní vyučovány obory Obchodní akademie, v sousední budově B na Sirotčí ulici v Třebíči dříve sídlila Hotelová škola a jsou v ní v roce 2020 vyučovány maturitní obory hotelnictví a cestovního ruchu a učební obory reprodukčního grafika a designéra v reklamě. V budově C, která sídlí v městské části Borovina na ulici Tomáše Bati se vyučují učební obory kadeřnictví a probíhá odborný výcvik. Součástí je také rekonstruovaná tělocvična a internátní domov mládeže. V Třebíči na Otmarově ulici se nachází také tělocvična, která je rovněž součástí školy. Budova D je dislokována na Třebíčské ulici v Náměšti nad Oslavou, kde jsou vyučovány odborné výcviky a praxe pro veřejnost.

## Ředitelé
- Adolf Kott, 1900–1922
- Josef Konvička, 1922–1927
- Metod Novák, 1927–1941
- V. Krejčí, 1941–1942 (nebo 1943[12])
- Jan Trčka, 1942 (nebo 1943[12])–1948
- Bohumil Caha, 1948–1952
- Bedřich Zeman 1952–1961[12]
- Jaroslav Mejzlík, 1961–1982
- Ing. Karel Neubert, CSc., 1982–1991
- Mgr. Svatopluk Novák, 1991–2000
- RNDr. Pavel Svoboda, 2000–2014
- Mgr. Libuše Kolářová, 2014–2020
- Mgr. Kamil Novák 2020–

### Významní vyučující
- Jan Šabršula (1892–1942), sokolský funkcionář, odbojář, zahynul v koncentračním táboře